# Скупштина града Ниша
Скупштина града Ниша је орган одлучивања у Нишу који врши основне функције локалне власти, уређене Уставом, законом и Статутом града. Скупштину чини 61 одборник, које бирају грађани тајним гласањем на непосредним изборима, на сваке четири године. Седиште Скупштине града Ниша и Службе за послове Скупштине града Ниша налази се у Улици Николе Пашића број 24 у Згради Скупштине Града.
Конституисана је избором председника Скупштине и постављањем секретара Скупштине. Седнице сазива педседник Скупштине по потреби, најмање једном у три месеца. Он је дужан да сазове Скупштину када то затражи градоначелник, Градско веће или најмање трећина одборника. Председник скупштине се бира из реда одборника, на предлог најмање трећине одборника, тајним гласањем на сваке четири године.
Стална радна тела Скупштине су: Одбор за именовање, Одбор за мандатно-имунитетска питања, Комисија за називе насељених места и улица, Комисија за социјална питања, Комисија за праћење примене етничког кодекса, Савет за младе и Кориснички савет јавних служби.

## Садашњи сазив
Према  резултатима избора из 2016. године састав Скупштине је следећи:
- Одборничка група АЛЕКСАНДАР ВУЧИЋ -  ЗА НАШУ ДЕЦУ - 47 мандата
- Одборничка група СОЦИЈАЛИСТИЧКА ПАРТИЈА СРБИЈЕ- 6 мандата
- Удружење грађана НИШ МОЈ ГРАД - 4 мандата
- Одборничка група СРПСКИ ПАТРИОТСКИ САВЕЗ - 3 мандата
- Одборничка група РУСКА СТРАНКА - 1 мандат

Скупштинску већину формирала је коалиција окупљена око Српске напредне странке. Конститутивна седница одржана је 20.08.2020. године, а за председника Скупштине изабран је Бобан Џунић из СНС.
Према резултатима избора из 2024. године састав Скупштине града Ниша је следећи :
• Одборничка група АЛЕКСАНДАР ВУЧИЋ -  НИШ СУТРА - 30 мандата 
• Одборничка група БИРАМО НИШ - 16 мандата 
• Одборничка група 